# Chiltonia rivertonensis
Chiltonia rivertonensis är en kräftdjursart som beskrevs av Hurley 1954. Chiltonia rivertonensis ingår i släktet Chiltonia och familjen Hyalidae. Inga underarter finns listade i Catalogue of Life.